# ماریان ژان-بتیست
ماریان ژان-بتیست (انگلیسی: Marianne Jean-Baptiste؛ زادهٔ ۲۶ آوریل ۱۹۶۷) یک هنرپیشه، ترانه‌سرا، آهنگساز و کارگردان اهل انگلستان است.
از فیلم‌ها یا برنامه‌های تلویزیونی که وی در آن نقش داشته‌است می‌توان به رازها و دروغ‌ها، سارقان، پلیس آهنی، جاسوس‌بازی، آقای حسادت، وایولت و دیزی، زن ۲۴ ساعته، عقب‌نشینی نمی‌کنم و ۳۶۰ اشاره کرد.

## جوایز و افتخارات
- کاندیدای بفتای بهترین بازیگر نقش مکمل زن برای فیلم رازها و دروغ‌ها در سال ۱۹۹۶